# فرودگاه برت مونی
فرودگاه برت مونی (به انگلیسی: Bert Mooney Airport) یک فرودگاه همگانی بهره‌برداری هوایی با کد یاتا BTM است که یک باند فرود آسفالت دارد و طول باند آن ۲۷۴۴ متر است. این فرودگاه در کشور ایالات متحده آمریکا قرار دارد و در ارتفاع ۱۶۹۲ متری از سطح دریا واقع شده‌است.